# Aoraki/Mount Cook
Aoraki/Mount Cook är med sina 3 724 meter Nya Zeelands högsta berg. Berget ligger i Sydalperna, bergskedjan som löper längs med Sydön. Berget är en populär turistdestination och en favoritutmaning för bergsklättrare. 
Aoraki/Mount Cook består av tre toppar varav de två lägre, Low Peak och Middle Peak, ligger söder om den högsta, High Peak. Glaciärerna Tasman Glacier och Hooker Glacier ligger till öster respektive väster om bergsryggen.
Berget ligger i Aoraki/Mount Cook nationalpark, som tillsammans med Westland nationalpark, Mount Aspiring nationalpark och Fiordland nationalpark av Unesco är utsett till ett världsarvområde, Te Wahipounamu. Mount Cook Village, även känd som "The Hermitage", belägen 12 kilometer söder om Aoraki/Mount Cook, är utgångspunkten för turister och bergsklättrare i området. 

## Geologi
Sydalperna har formats genom en tektonisk process där en upplyftning och veckning av jordskorpan skett på grund av Stillahavsplattan och Indo-Australiska plattan kolliderar vid Sydöns västra kust. Upplyftningen fortsätter och Aoraki/Mount Cooks höjd ökar med i genomsnitt cirka 7 millimeter om året. Men vädrets eroderade krafter, exempelvis vinden, verkar också på berget.
Aoraki/Mount Cooks höjd fastställdes 1881 av G. J. Roberts och 1889 av T. N. Brodrick. Deras mätningar överstämde om en höjd på nära 3 764 meter. Höjden minskade med 10 meter den 14 december 1991, efter att en mängd sten och is rasat ner från den högsta toppen.

## Bestigning
De första européer som försökte bestiga Aoraki/Mount Cook var irländaren William Spotswood Green och schweizarna Emil Ross och Ulrich Kaufman den 2 mars 1882. De första som lyckades nå toppen var nyzeeländarna Tom Fyfe, James Clarke och George Graham den 25 december 1894. Matthias Zurbriggen från Schweiz stod för det andra lyckade försöket att nå toppen den 14 mars 1895. Därefter dröjde det 10 år innan berget bestegs igen, då James Clarke tillsammans med fyra andra personer nådde toppen i februari 1905. James Clarke blev därmed den första person att ha bestigit berget två gånger. 
Den första kvinna att bestiga berget blev Freda du Faur från Australien, den 3 december 1910. Den lokale guiden George Bannister blev den första maorier att nå toppen 1912. Först att bestiga alla tre topparna blev Freda du Faur och guiderna Peter och Alex Graham 1913. Edmund Hillary besteg Aoraki/Mount Cook första gången i januari 1948.